# Nitrariaceae
Nitrariaceae is een botanische naam, voor een familie van tweezaadlobbige planten. Een familie onder deze naam wordt niet erg vaak erkend door systemen van plantentaxonomie, maar wel door het APG II-systeem (2003) en het APG III-systeem (2009). Andere classificaties plaatsen deze planten traditioneel in de familie Zygophyllaceae.
Het APG II-systeem bood een keuze uit twee mogelijke omschrijvingen:
- in engere zin: alleen het genus Nitraria
- in bredere zin: inclusief de planten die anders de families Peganaceae (Peganum en Malacocarpus) en Tetradiclidaceae (Tetradiclis)  vormen. De familie bestaat dan uit drie of vier genera, met samen anderhalf dozijn soorten.

Het APG III-systeem kiest voor de omschrijving van Nitrariaceae in de brede zin van APG II. De auteurs merken op dat de vier geïncludeerde genera duidelijke verschillen vertonen, maar dat hun morfologie, anatomie en biochemie onvoldoende beschreven is om hier verdere conclusies aan te verbinden.